# 글래디스 휴렛

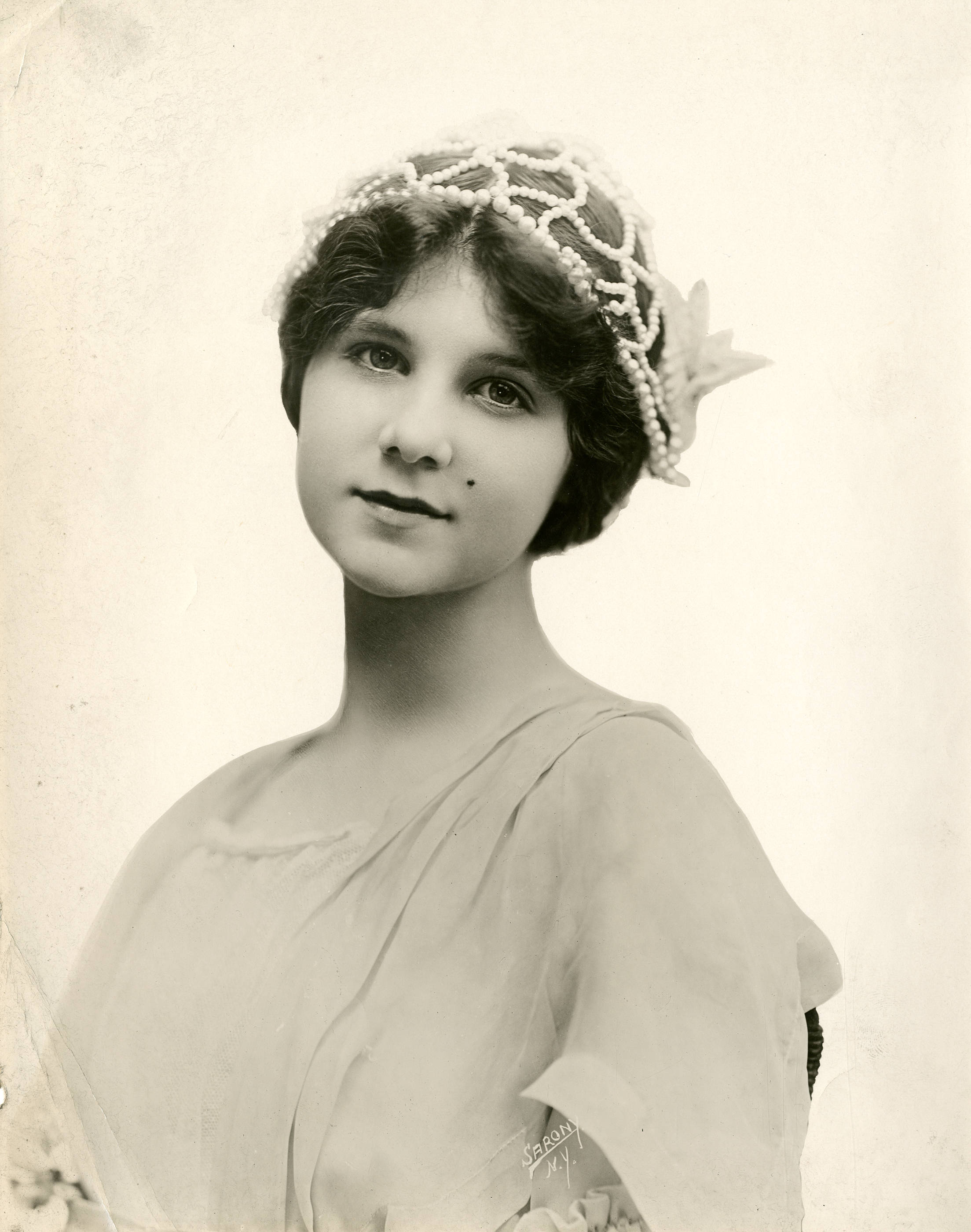

글래디스 휴렛(Gladys Hulette, 1896년 7월 21일 ~ 1991년 8월 8일)은 미국의 연극 배우, 영화배우이다.
몬테벨로에서 사망하였다. 사인은 질병이다.

## 영화
- 철마 (1924년)
- 남자의 인생 (1923년)
- 톨라블 데이빗 (1921년)